# Silikokalcij
Silikokalcij (CaSi) je anorganska spojina silicija in kalcija. Pripravimo jo lahko z reakcijo elementarnega silicija in kalcija pri temperaturah nad 1000 °C. Reakcija spada v Zinthlovo fazo, kjer ima silikon oksidacijsko število −2 in kovalentnost 2. Zlitina je uporabna tako v jeklarstvu in livarstvu za razžveplanje, dezoksidacijo, cepljenje, modificiranje in legiranje jekel.  